# Championnat de Guinée équatoriale de football 2023
Navigation
Saison précédente Saison suivante
Le Championnat de Guinée équatoriale de football 2023 est la quarante-quatrième édition du Championnat de Guinée équatoriale de football. 
La compétition se scinde en deux phases :
- La première phase voit les équipes réparties en deux poules géographiques (Insular et Continental), où elles s'affrontent à deux reprises. Les trois premiers se qualifient pour la seconde phase.
- Lors de la seconde phase, les six qualifiés se retrouvent dans une poule unique et s'affrontent une fois.

## Déroulement de la saison
La saison 2023 étant une saison de transition avant la saison 2023-2024 le nombre de clubs est réduit à 8 par groupe, il n'y a pas de relégation afin de revenir à des groupes de dix la saison prochaine.
Le Dragon FC remporte le championnat quarante ans après son dernier titre.

## Les clubs participants
- Leones Vegetarianos
- Cano Sport Academy
- Deportivo Unidad
- Atlético Semu
- Panthers FC
- CD Elá Nguema
- Deportivo Ebenezer - promu de D2
- Real Teka FC - promu de D2

- Futuro Kings
- Akonangui Football Club
- Dragon FC
- Deportivo Mongomo
- FC Bata
- Estrella de Futuro - promu de D2
- Inter Litoral
- Deportivo Evinayong - promu de D2

## Compétition
Le barème utilisé pour le classement est le suivant :
- Victoire : 3 points
- Match nul : 1 point
- Défaite, abandon ou forfait : 0 point

### Première phase
| Rang | Équipe               | Pts | J  | G  | N | P | Bp | Bc | Diff |
| ---- | -------------------- | --- | -- | -- | - | - | -- | -- | ---- |
| 1    | Deportivo Unidad     | 35  | 14 | 11 | 2 | 1 |    |    |      |
| 2    | Leones Vegetarianos  | 23  | 14 | 6  | 5 | 3 |    |    |      |
| 3    | Cano Sport Academy C | 21  | 13 | 6  | 3 | 4 |    |    |      |
| 4    | Atlético Semu        | 21  | 14 | 4  | 9 | 1 |    |    |      |
| 5    | Deportivo Ebenezer P | 18  | 14 | 5  | 3 | 6 |    |    |      |
| 6    | Panthers FC          | 18  | 14 | 5  | 3 | 6 |    |    |      |
| 7    | CD Elá Nguema        | 9   | 13 | 2  | 3 | 8 |    |    |      |
| 8    | Real Teka P          | 9   | 14 | 2  | 3 | 9 |    |    |      |

| Rang | Équipe                  | Pts | J  | G | N | P  | Bp | Bc | Diff |
| ---- | ----------------------- | --- | -- | - | - | -- | -- | -- | ---- |
| 1    | Dragon FC               | 29  | 12 | 9 | 2 | 1  |    |    |      |
| 2    | Futuro Kings            | 25  | 13 | 8 | 1 | 4  |    |    |      |
| 3    | FC Bata                 | 24  | 13 | 7 | 3 | 3  |    |    |      |
| 4    | Deportivo Mongomo T     | 22  | 13 | 7 | 1 | 5  |    |    |      |
| 10   | Deportivo Evinayong P   | 18  | 13 | 6 | 0 | 7  |    |    |      |
| 11   | Inter Litoral           | 16  | 12 | 5 | 1 | 6  |    |    |      |
| 7    | Akonangui Football Club | 8   | 12 | 2 | 2 | 8  |    |    |      |
| 10   | Estrella de Futuro P    | 3   | 12 | 1 | 0 | 11 |    |    |      |

### Seconde phase
Les trois premiers de chaque groupe se rencontrent dans un mini-championnat pour désigner le champion de la Guinée équatoriale.
Le club Futuro Kings est dissous et ne participe pas à la seconde phase, il est remplacé par le Deportivo Mongomo.
| Rang | Équipe               | Pts | J | G | N | P | Bp | Bc | Diff |
| ---- | -------------------- | --- | - | - | - | - | -- | -- | ---- |
| 1    | Dragon FC            | 11  | 5 | 3 | 2 | 0 | 11 | 1  | +10  |
| 2    | Cano Sport Academy C | 7   | 5 | 2 | 1 | 2 | 4  | 9  | -5   |
| 3    | Deportivo Unidad     | 7   | 4 | 2 | 1 | 1 | 4  | 3  | +1   |
| 4    | Leones Vegetarianos  | 5   | 4 | 1 | 2 | 1 | 2  | 3  | -1   |
| 5    | Deportivo Mongomo T  | 3   | 4 | 0 | 3 | 1 | 3  | 3  | 0    |
| 6    | FC Bata              | 1   | 4 | 0 | 1 | 3 | 2  | 6  | -4   |

- Lors de la dernière journée, Dragon FC bat Cano Sport Academy et s'assure le titre de champion, les autres matchs de la journée ne seront pas joués.

## Bilan de la saison
| Championnat de Guinée équatoriale de football 2023 |                                 |
| Champion                                           | Dragon FC (2e titre)            |
| Qualifications continentales                       |                                 |
| Ligue des champions de la CAF 2023-2024            | Dragon FC                       |
| Coupe de la confédération 2023-2024                | Cano Sport Academy              |
| Promotions et relégations                          |                                 |
| Promus en Primera División                         | 15 de Agosto                    |
| Promus en Primera División                         | Equatorial Dreams Sport Academy |
| Promus en Primera División                         | Bata City Sport                 |
| Promus en Primera División                         | UD Estrella Roja                |
| Promus en Primera División                         | UD Santa María                  |
| Relégués en Segunda División                       | aucun                           |